# Coussey
Coussey település Franciaországban, Vosges megyében. Lakosainak száma 719 fő (2022. január 1.). Coussey Frebécourt, Maxey-sur-Meuse, Moncel-sur-Vair, Seraumont, Sionne, Soulosse-sous-Saint-Élophe, Domrémy-la-Pucelle és Neufchâteau községekkel határos.

## Népesség
A település népességének változása:
| Lakosok száma | 739  | 736  | 750  | 723  | 717  | 713  | 711  | 710  | 719  |
|               | 2013 | 2015 | 2016 | 2017 | 2018 | 2019 | 2020 | 2021 | 2022 |